# Fausto Masnada
Fausto Masnada (* 6. November 1993 in Bergamo) ist ein italienischer Radrennfahrer.

## Sportliche Laufbahn
2015 gewann Fausto Masnada als Mitglied des Teams Colpack den Piccolo Giro di Lombardia, im Jahr darauf den Giro del Medio Brenta. Ab August 2016 fuhr er als Stagiaire für das Team Lampre-Merida, 2017 bekam er einen Vertrag bei Androni Giocattoli und wurde Dritter der Türkei-Rundfahrt. 2018 gewann er die Tour of Hainan sowie die Bergwertung der Slowenien-Rundfahrt. Im selben Jahr belegte er Platz drei der Gesamtwertung beim Giro dell’Appennino.
2019 entschied Masnada zwei Etappen der Tour of the Alps und die Bergwertung des Giro di Sicilia für sich, in der Gesamtwertung wurde er in Sizilien Dritter, beim Giro dell’Appennino Zweiter. Im Mai 2019 errang er seinen bis dahin größten Erfolg, als er die sechste Etappe des Giro d’Italia gewann, nachdem er sich an der letzten Steigung des Tages zusammen mit
Valerio Conti aus einer 13-köpfigen Spitzengruppe absetzen konnte, die sich am Beginn der Etappe gebildet hatte.
Zur Saison 2020 wurde Masnada Mitglied im CCC Team, nach dem Rückzug dessen Hauptsponsors wechselte er noch in der Saison 2020 zum UCI WorldTeam Deceuninck-Quick-Step. Bei der Lombardei-Rundfahrt 2021 musste er sich als Zweiter nur Tadej Pogačar geschlagen geben. Seinen ersten Sieg für das Team erzielte er mit dem Gewinn der vierten Etappe der Tour of Oman 2022.

## Erfolge
2015
- Piccolo Giro di Lombardia

2016
- Giro del Medio Brenta

2018
- Bergwertung Slowenien-Rundfahrt
- Gesamtwertung und eine Etappe Tour of Hainan

2019
- Bergwertung Giro di Sicilia
- zwei Etappen Tour of the Alps
- eine Etappe, Zwischensprintwertung und Kämpferischster Fahrer Giro d’Italia

2022
- eine Etappe Tour of Oman

## Grand-Tour-Platzierungen
| Grand Tour            | 2018 | 2019 | 2020 | 2021 | 2022 | 2023 | 2024 | 2025 |
| --------------------- | ---- | ---- | ---- | ---- | ---- | ---- | ---- | ---- |
| Giro d’ItaliaGiro     | 26   | 20   | 9    | DNF  | –    | –    | –    | 41   |
| Tour de FranceTour    | –    | –    | –    | –    | –    | –    | –    |      |
| Vuelta a EspañaVuelta | –    | –    | –    | –    | 57   | –    | –    |      |